# Erioptera rubia
Erioptera rubia là một loài ruồi trong họ Limoniidae. Chúng phân bố ở miền Tân bắc.